# The Sixth Day: Single Collection
The Sixth Day: Single Collection – pierwsza kompilacja japońskiego artysty Gackta, wydana 25 lutego 2004. Album zbiera strony A poprzednich singli, niektóre z nich zostały ponownie nagrane dla tego wydania. THE SIXTH DAY uzupełnia The Seventh Night: Unplugged – kompilację wydaną trzy miesiące później. Album osiągnął 3 pozycję w rankingu Oricon i pozostał na listach przebojów przez 23 tygodni. Sprzedano 196 458 egzemplarzy.

## Lista utworów
Wszystkie utwory zostały skomponowane i napisane przez Gackt C.
| Nr  | Tytuł                                                     | Czas |
| --- | --------------------------------------------------------- | ---- |
| 1.  | "OASIS"                                                   | 5:26 |
| 2.  | "Sekirei ~seki-ray~" (jap. 鶺鴒〜seki-ray〜)              | 4:25 |
| 3.  | "Secret Garden"                                           | 4:37 |
| 4.  | "Kimi ga oikaketa yume" (jap. 君が追いかけた夢)           | 4:20 |
| 5.  | "Wasurenai kara" (jap. 忘れないから)                      | 4:43 |
| 6.  | "Tsuki no uta" (jap. 月の詩)                              | 4:47 |
| 7.  | "Mirror"                                                  | 4:49 |
| 8.  | "Vanilla"                                                 | 4:16 |
| 9.  | "Mizérable"                                               | 4:51 |
| 10. | "Lu:na"                                                   | 3:29 |
| 11. | "Last Song"                                               | 4:46 |
| 12. | "ANOTHER WORLD"                                           | 3:05 |
| 13. | "Kimi no tame ni dekiru koto" (jap. 君のためにできること) | 4:16 |
| 14. | "Saikai ~Story~" (jap. 再会〜Story〜)                     | 5:53 |